# Donald Rumsfeld
Donald Henry Rumsfeld (St. Luke's Hospital, 1932. július 9. – Taos, 2021. június 29.) az Amerikai Egyesült Államok védelmi minisztere volt 1975 és 1977 között Gerald Ford elnöksége alatt, majd George W. Bush elnöksége alatt, 2001-től 2006-ig. Ő volt a legfiatalabb és a legidősebb védelmi miniszter is. Több vállalat vezérigazgatójaként is szolgált.
Illinois államban született. A Princetoni Egyetemen tanult, 1954-ben szerzett diplomát politológiából. 1976-ban, a G. D. Searle & Company gyógyszercég elnöke és vezérigazgatója lett. Később a General Instrument és a Gilead Sciences vezérigazgatójaként is tevékenykedett.
George W. Bush elnöksége alatt ismét védelmi miniszternek választották. Fontos szerepet játszott az Afganisztán és az Irak ellen indított amerikai offenzívákban. Az iraki háború ideje alatt azt állította, hogy az ország tömegpusztító fegyverekkel rendelkezik, azonban semmi ilyesmit nem találtak. 2006-ban nyugdíjba vonult, és kiadta önéletrajzi könyvét, Known and Unknown: A Memoir címmel. Később újabb könyvet adott ki Rumsfeld's Rules: Leadership Lessons in Business, Politics, War, and Life címmel.

## Élete
Donald Henry Rumsfeld a chicagói St. Luke's Hospital kórházban született 1932. július 9.-én, Jeannette Kearsley és George Donald Rumsfeld gyermekeként. Apja az 1870-es években vándorolt be Amerikába, a németországi Weyhe településről.:15–16 Gyerekkorában időnként azzal gúnyolták, hogy úgy néz ki, mint egy "kemény svájci".:16 and 31 Az illinoisi Winnetkában nőtt fel, és a cserkészeknél szolgált.  A Baker Demonstration School tanulója volt, és később a New Trier High School tanulójaként érettségizett.
1954. december 27.-én házasodott össze Joyce P. Piersonnal. Három gyerekük és hat unokájuk van.

## Halála
2021. június 29.-én hunyt el taosi (Új-Mexikó) otthonában, a mielóma multiplex betegség következtében. 88 éves volt. 2021. augusztus 24.-én temették el; hamvait az Arlingtoni Nemzeti Temetőben (Arlington National Cemetery) helyezték örök nyugalomra.

## Öröksége, megítélése
Henry Kissinger az "általa ismert legkeményebb embernek" nevezte. George Packer "az amerikai történelem legrosszabb védelmi miniszterének" nevezte, továbbá úgy jellemezte, hogy "ahhoz sem elég okos, hogy meggondolja magát". Bradley Graham, a Washington Post újságírója szerint Rumsfeld az "egyik legbotrányosabb védelmi miniszter Robert McNamara óta, és gyakran kritizálják az iraki háború kezelése miatt és amiatt, hogy nehezen jött ki a kongresszussal, kollégáival és a katonai tisztekkel."  Bill Kristol szintén negatívan nyilatkozott róla amiatt, hogy "szépen kikerülte a felelősségét" az iraki háború tervezése során elkövetett hibák miatt (például: nem küldtek elég katonákat).